# 폴아웃 프로텍션
폴아웃 프로텍션(Fallout Protection)은 미국 국방부가 1961년 12월에 민방위용으로 발간한 핵전쟁을 대비하기 위한 안내책자이다.

## 역사
존 F. 케네디 대통령은 1961년 8월, 제1격 등으로 최초의 핵공격이 발생할 경우, 시민 스스로 자신을 보호하기 위한 조치들을 강구하라고 명령했다. 이에 따라 12월에 국방부가 안내책자를 발간했다.
책의 제목인 폴아웃은 낙진을 말한다. "낙진에 대한 보호"와 같은 핵전쟁에서 스스로 생존하기 위해 필요한 정보를 소개한 책자는, 아직 한국 국방부에서는 국민들에게 발행한 적이 없다.

## 같이 보기
- 핵전쟁 생존 기술